# Kodeks Becker

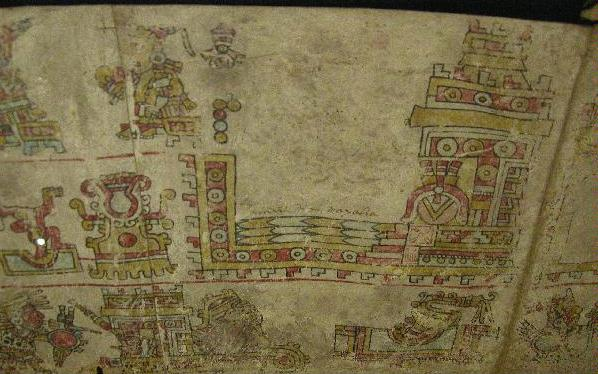
Fragment Kodeksu Becker

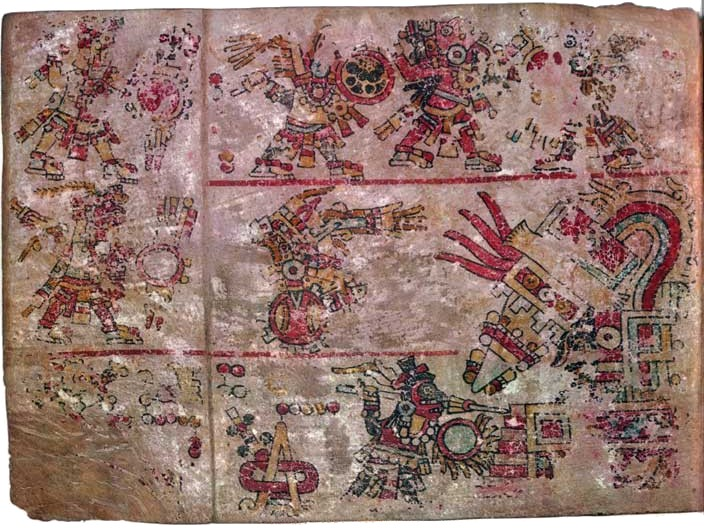
Strona 1 Kodeksu Becker

Kodeks Becker – średniowieczny obrazkowy dokument opisujący historię misteckiego króla oraz misteckie bóstwa.

## Opis
Kodeks Becker jest fragmentem innego większego zagubionego kodeksu Colombino (niektóre źródła podają nazwę kodeksu jako Kodeks Colombino-Becker) i składa się z dwóch dokumentów zwanych Kodeksem Becker I i II. Manuskrypt został namalowany tradycyjną metodą prekolumbijską.
Pierwszy Kodeks składa się z 16 stron na których przedstawiona jest historia jedenastego władcy misteckiego 8 Jeleń z lat 1047–1068. Historia 8 Jeleń kończy się na jego morderstwie przez przybranego syna 4 Wiatr z czerwono białej dynastii. 4 Wiatr był dziesięcioletnim chłopcem kiedy to 8 Jeleń zabił jego prawdziwych rodziców w Tilantango. Sam dzięki młodemu wiekowi przeżył i został przygarnięty przez władcę, który chciał uczynić go swoim spadkobiercą. Gdy 4 Wiatr osiągną dojrzały wiek, zemścił się za śmierć rodziców i zabił 8 Jeleń a następnie zasiadł na tronie.
Drugi manuskrypt zajmuje jedynie 4 strony na których przedstawione są na dwóch poziomach misteckie bóstwa kalendarzowe wraz z ich
znakami ikonograficznymi. Na niższym poziomie przedstawiono dziewięć indiańskich bóstw a na wyższym sześć, lecz ich styl jest odmienny od pozostałych.
Kodeks Becker podobnie jak Kodeks Selden uważany jest za palimpsest. W wielu miejscach występują ślady wymazania wcześniejszego tekstu lub obrazka. Pomimo wyraźnych oznak celowego zniszczenia lub wycięcia stron uważa się go za dokument mający posłużyć w dyskusji na temat odzyskania utraconych ziem na rzecz Hiszpanów.
Obydwa Kodeksy Becker I i Becker II znajdują się w Muzeum w Wiedniu.

## Publikacje
- Codex Becker no. 1. Manuscrit mexicain; pub. par Henri de Saussure. [Génève], 1891.
- Kodeksy Becker I / II ; Muzeum w Vienie. komentarz i red. Karl A. Nowotny. Oryginał hiszpański Baron Humboldt; México: Instituto Nacional de Historia e Antropologia, 1964.
- Códice Egerton-Becker, II. La gran familia de los reyes mixtecos Jansen, Maarten, wyd.Fondo de Cultura Económica, ISBN 968-16-4482-4

- Maria Stern: Malowane księgi Dawnych Narodów Meksyku. Kraków: Wydawnictwo Uniwersytetu Warszawskiego, 1980.